# Mantle (Klettern)
Ein Mantle oder Mantel ist eine besondere Bewegung beim Klettern, typischerweise um sich zu einem Stand (Absatz oder Vorsprung) aufzuschwingen. 
Der Ausdruck leitet sich von einem Kamin bzw. dessen Außenverkleidung ab. Man stelle sich ein altes Haus mit hohen Decken vor, mit einem Kamin und einem Absatz oberhalb des Kamins, den es zu erklettern gilt, mit keinem anderen Halt als an der Kaminaußenwand. 
Die abschließende Bewegung ähnelt der eines Schwimmers, der sich, ohne eine Leiter zu benutzen, aus dem Becken zieht, und dessen Zugbewegung ab einer bestimmten Höhe seiner Schultern in eine Druckbewegung nach unten übergeht.
Der Kletterer langt auf den nächsten Stand mit einer Hand oder beiden Händen hoch. Wenn er hoch genug ist, schwingt er einen Fuß auf den Stand. Diese Bewegung kann nur mit Unterstützung der Kante des oberen Standes ausgeführt werden; hilfreich ist jedoch, einen Halt für einen Fuß zu haben. Der Gebrauch eines Knies zum Abstützen gilt als schlechte Technik, auch, weil eine dynamische, schwungvolle Bewegung in einem Zug den Kletterer oft erst auf den Stand hochbringt und bei zu wenig Schwung ein Absturz droht.
Die Definition der „Mantle“-Bewegung ist die Anwesenheit eines Fußes und beider Hände auf demselben Stand zu gleicher Zeit.
Es gibt eine Kontroverse um die korrekte Schreibweise, ob es „Mantle“ heiße oder „Mantel“. Beide Schreibweisen sind unter Kletterern gebräuchlich.